# Clypeosphaeria mamillana
Clypeosphaeria mamillana är en svampart som först beskrevs av Elias Fries, och fick sitt nu gällande namn av Lambotte 1880. Clypeosphaeria mamillana ingår i släktet Clypeosphaeria och familjen Clypeosphaeriaceae.  Arten är reproducerande i Sverige. Inga underarter finns listade i Catalogue of Life.